# The Bay Gate
The Bay Gate est un gratte-ciel de 53 étages construit en 2014 à Dubaï. La hauteur de la tour est de 221 mètres. Elle abrite des bureaux.